# 1267
1267 (MCCLXVII) var ett normalår som började en lördag i den julianska kalendern.

## Händelser

### Okänt datum
- Uppsalakapitlet föreslår strängnäsbiskopen Finved som ny svensk ärkebiskop. Den danske ärkebiskopen Jakob Erlandsen hävdar dock sin överhöghet och får påven att istället välja prosten Sacer i Lund. Denne undanber sig dock tjänsten och Uppsala kommer att stå utan ärkebiskop i några år.
- Dominikanermunken Petrus de Dacia träffar bondflickan Kristina, känd för sina extaser, i byn Stommeln utanför Köln. En varm vänskap med rik brevväxling hela livet kommer att bli resultatet av detta möte.
- Montgomeryfördraget (Treaty of Montgomery) leder till att Llywelyn ap Gruffudd får sin nya titel prins av Wales godkänd av den engelske kungen Henrik III av England.

## Födda
- Jakob II, kung av Aragonien 1295-1327, kung av Sicilien 1285-1295 under namnet Jakob I.

## Avlidna
- 3 eller 4 mars – Laurentius, svensk ärkebiskop sedan 1255.
- 9 oktober – Otto III av Brandenburg, markgreve av Brandenburg.
- Ingeborg av Kalundborg, politiskt aktiv dansk godsägare.